# Dicranolasma mladeni
Dicranolasma mladeni is een hooiwagen uit de familie Dicranolasmatidae. De soortnaam wordt bijgewerkt naar de oorspronkelijke formatie, vanaf World Catalogue of Opiliones (23/12/2023).